# لوحة البشارة
لوحة البشارة أو «البشارة» هي لوحة تُنسب على نطاق واسع إلى فنان عصر النهضة الإيطالي ليوناردو دافنشي، وهي واحدة من أقدم أعماله، اكتملت بين عامي 1472 و 1475.
تُصوِّر اللوحة المشهد المشهور للملاك جبرائيل وهو يظهر للسيدة العذراء مريم ليبشرها بقرب ولادة المسيح. وهي لوحة نموذجية للعديد من لوحات عصر النهضة لنفس الموضوع، بما في ذلك التفاصيل التي يمكن التعرف عليها بسهولة. كانت لوحات البشارة متماثلة للغاية خلال عصر النهضة. بشكل عام، كانت العذراء مريم تُرسم على يمين اللوحة بينما يرسم جبرائيل على اليسار.
يظهر جبرائيل في اللوحة وهو ينظر إلى مريم، التي تنظر إلى الأمام. يظهر جبرائيل في اللوحة وكأنه خاضع لمريم، وينحني أمامها ليخبرها أن الله جعلها تحمل. يمسك جبرائيل زهور الزنبق في يده التي تمثل نقاء القديسة مريم وكذلك مدينة فلورنسا حيث تم رسم اللوحة.

## معرض صور

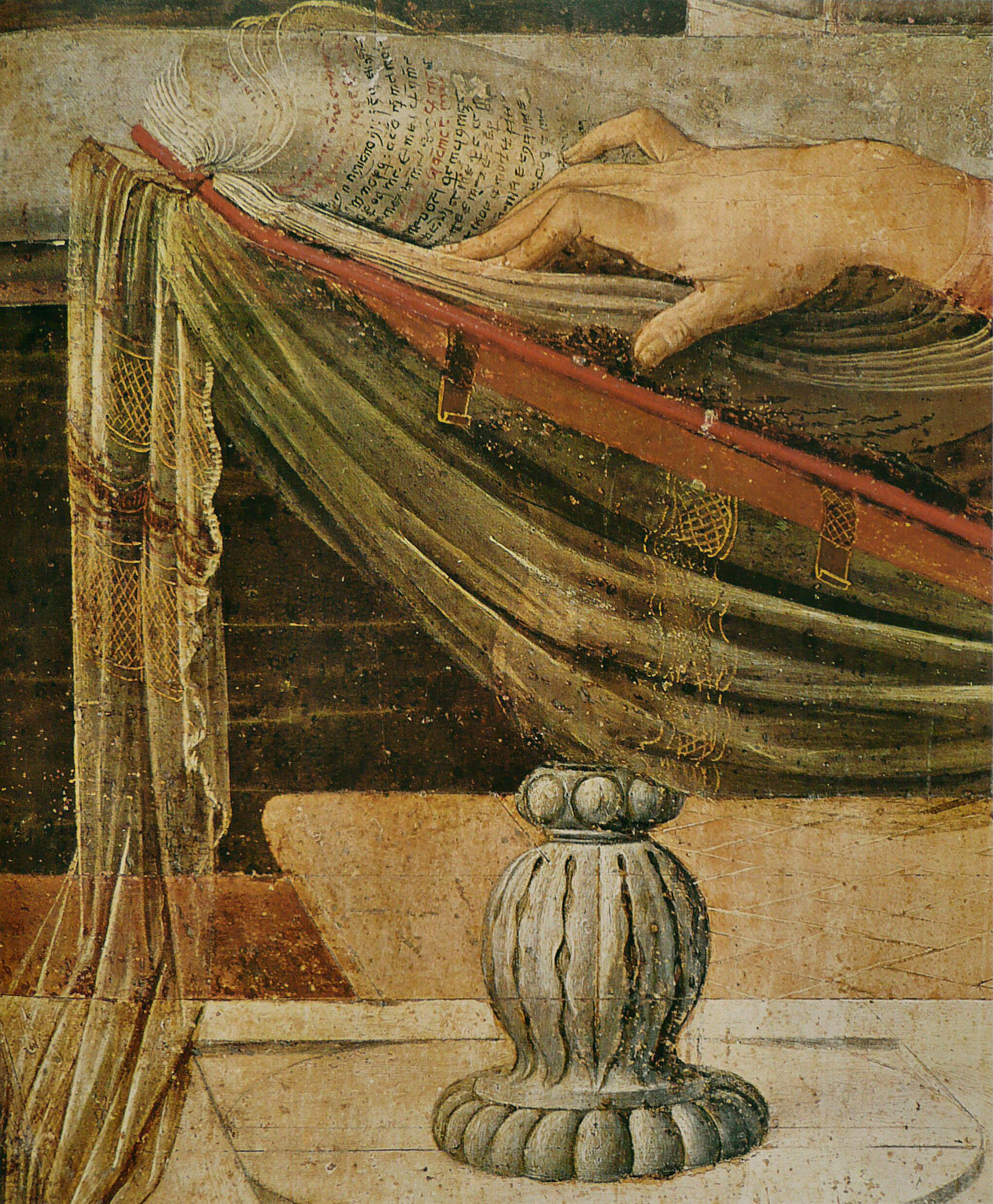
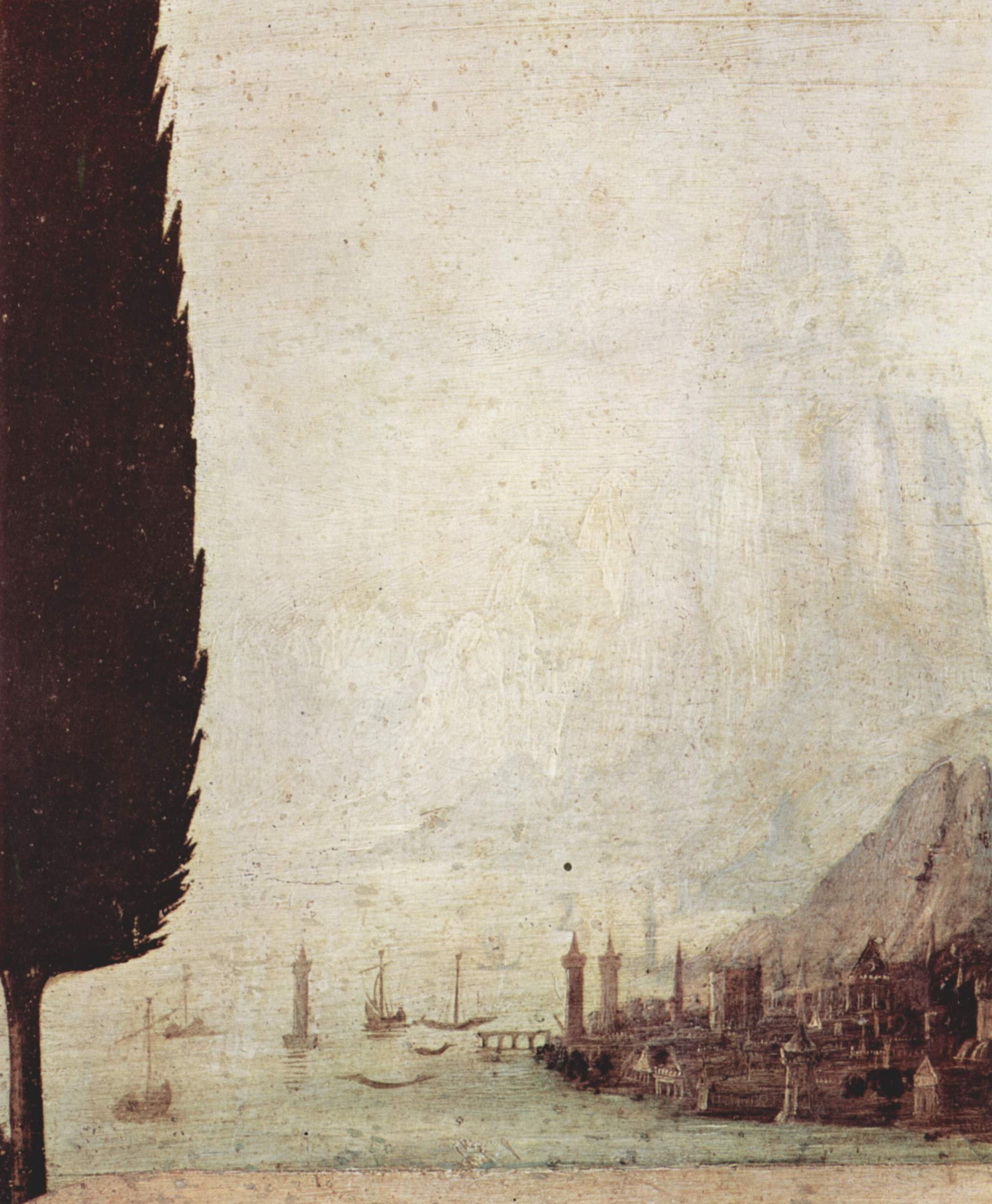
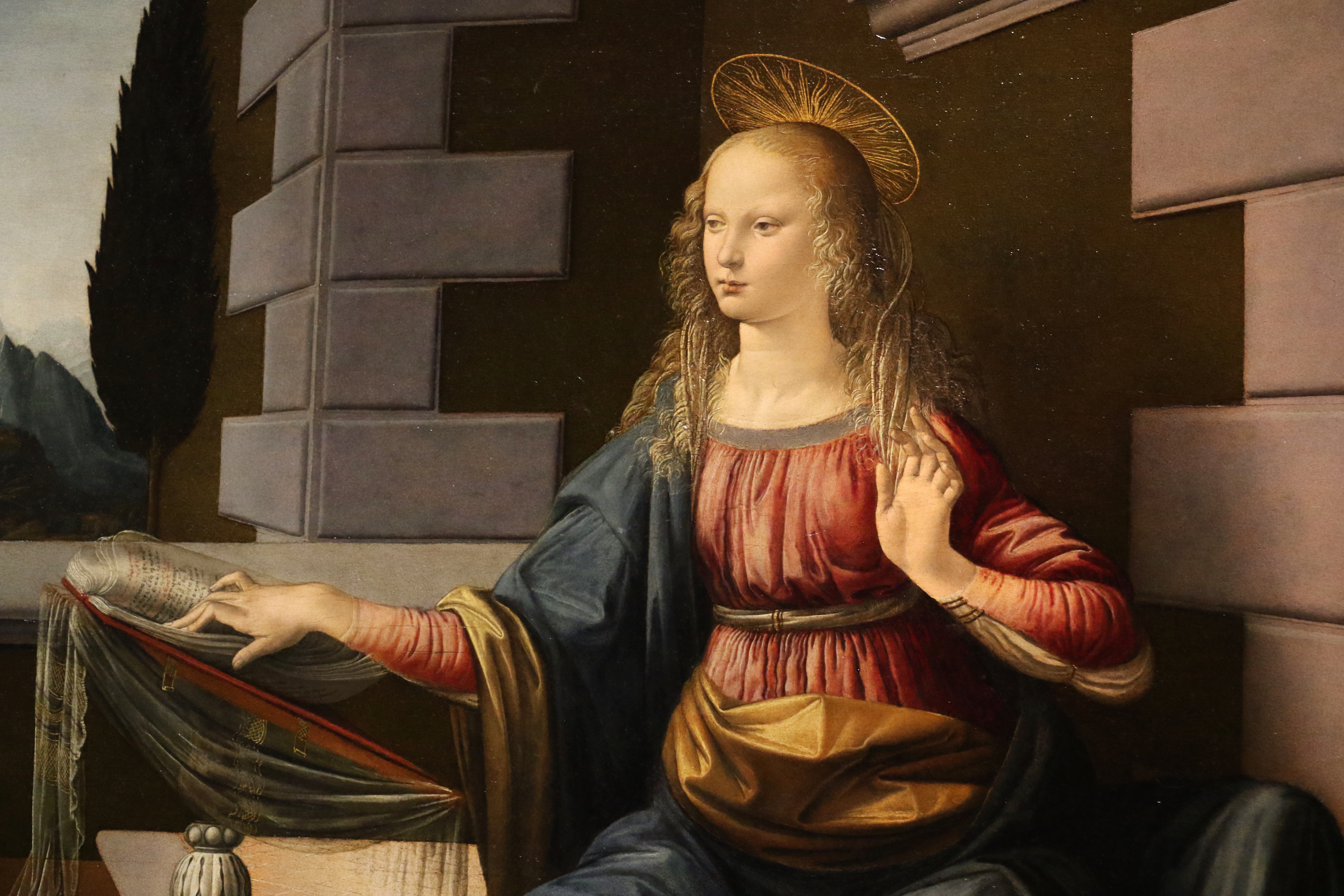
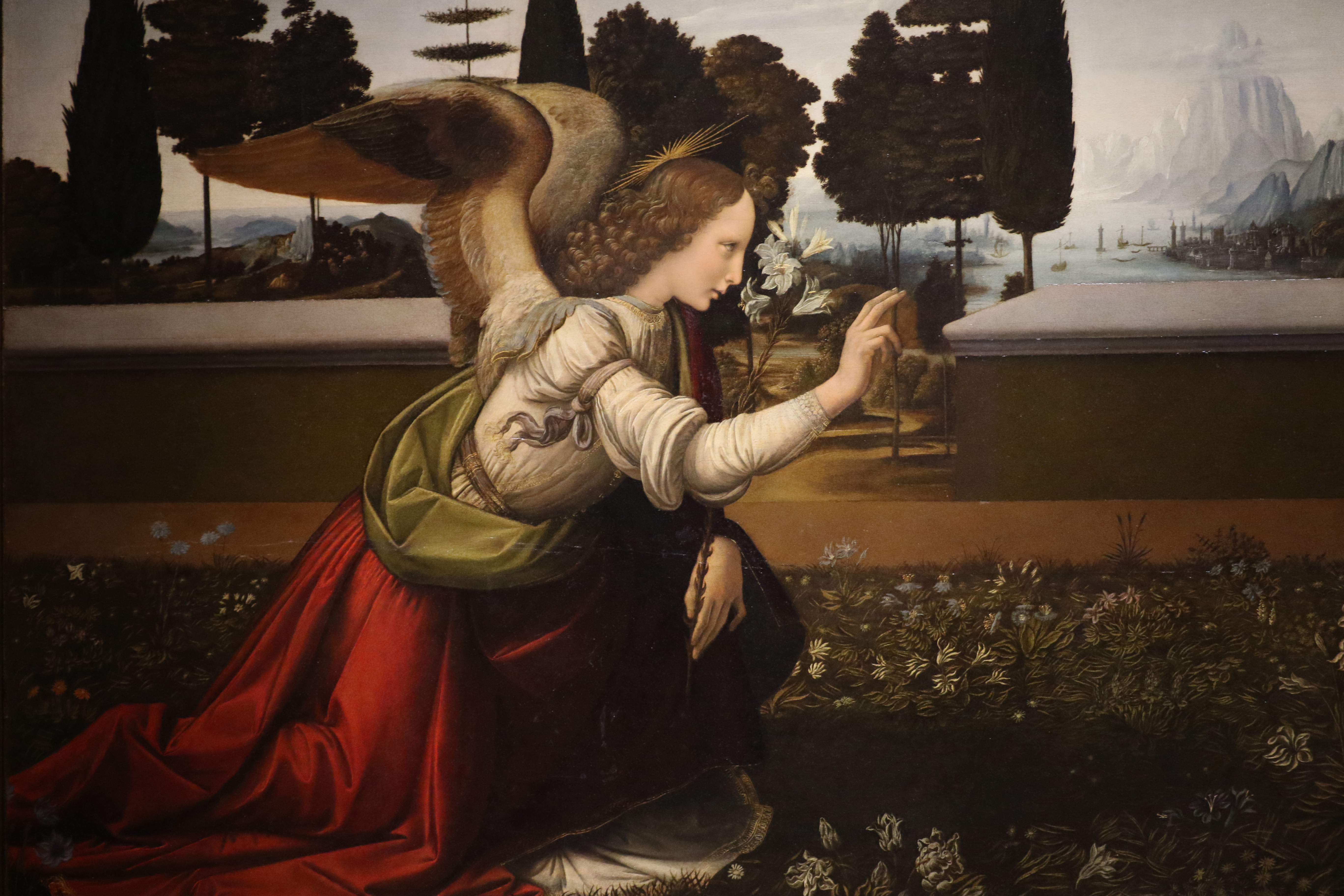